# Kożuszki-Parcel
Kożuszki-Parcel – wieś w Polsce położona w województwie mazowieckim, w powiecie sochaczewskim, w gminie Sochaczew. Ma status sołectwa.
Wieś jest siedzibą firm Mars Polska i wydawnictwa Milenium Media (wydawca m.in. Expressu Wieczornego i Expressu Sochaczewskiego).
W latach 1975–1998 miejscowość administracyjnie należała do województwa skierniewickiego.

## Części wsi
| SIMC    | Nazwa            | Rodzaj    |
| ------- | ---------------- | --------- |
| 0738415 | Kożuszki-Ośrodek | część wsi |

## Zabytki
- Neobarokowy pałac wybudowany ok. 1870 roku dla rodziny Tomickich w zabytkowym parku założonym według projektu Karola Jammego. W latach 1984–2002 ulokowany był tu "Dom Geologa" Przedsiębiorstwa Badań Geologicznych, obecnie stanowi własność prywatną.